# Cooperativa Agrícola San José
La Cooperativa Agrícola San José és el nom d'una cooperativa i del seu magatzem d'Alcàsser (Horta Sud).

## Edifici
L'edifici és del 1945 i està protegit com a Bé immoble de rellevància local amb el número 46.16.015-E11. L'edifici, situat al número 43 del carrer Portal de la Montanyeta, va ser projectat per Inmaculada Aguilar per vendre taronges, adobs i eines agrícoles.
El 9 de gener de 2009 el magatzem va quedar calcinat per un incendi provocat per un curtcircuit. La nau va reobrir el 17 de novembre de 2010 després d'una inversió de 8,5 milions d'euros, 5,6 milions dels quals es van pagar amb l'assegurança i 2,8 amb ajudes de la conselleria d'Agricultura de la Generalitat Valenciana. Amb aquests diners es va reconstruir la nau de 13.000 metres quadrats i es va equipar amb la tecnologia necessària per reprendre l'activitat. El nou magatzem té tres seccions: la de calibrat per seleccionar les clementines per mida i color, la de maduració i la de confecció i preparació per la venda.

## Cooperativa
Va ser una de les quatre primeres societats tarongeres d'Alcàsser que existien el 1941, juntament amb Cooperativa Naranjera, Naranjera Integral i Naranjera de Fomento.
La campanya 2003-2004 la Cooperativa Agrícola San José va recollir 15,8 tones de fruita.
El 2010 la cooperativa tenia 3.300 socis i exportava entre 16.000 i 18.000 tones de cítrics (80% clementines i 20% taronges) a Espanya, Europa, Rússia, Canadà i els Estats Units.